# Ельце
Ельце (нім. Elze) — місто в Німеччині, розташоване в землі Нижня Саксонія. Входить до складу району Гільдесгайм.
Площа — 47,71 км2. Населення становить 8973 ос. (станом на 31 грудня 2021).